# Sminthurides aquaticus
Sminthurides aquaticus är en urinsektsart som först beskrevs av Bourlet 1842.  Sminthurides aquaticus ingår i släktet Sminthurides, och familjen Sminthurididae. Arten är reproducerande i Sverige.